# Amaranta Osorio
Amaranta Osorio Cepeda es una dramaturga, actriz y gestora cultural mexicano-colombiana y española. Su obra dramática ha sido representada en diversos países. Traducida al francés, inglés y alemán, ha sido galardonada con destacados premios. Alineada junto a otras mujeres del mundo del espectáculo y la creación, defiende el papel de la mujer y su forma de ver el mundo en el teatro.

## Biografía
Nació en México, en el seno de una familia del mundo teatral. Es hija de la pintora mexicana Cristina Cepeda y del director de teatro colombiano Ramiro Osorio, quien fuera el primer ministro de Cultura de su país. Pasó su infancia entre Ciudad de México y Bogotá.
Se formó como actriz en México en la Casa del Teatro y luego con Augusto Boal, Tadashi Suzuki, Mar Navarro y Fernando Piernas. Considera como maestra y mentora a Julia Varley del Odin Teatret. A los 21 años se mudó a Madrid para estudiar la carrera de dramaturgia en la Real Escuela Superior de Arte Dramático de Madrid (RESAD).  Realizó el Máster en gestión cultural de la Universidad Complutense y el ICCMU (Instituto Complutense de Ciencias Musicales), y otros cursos de postgrado entre los que destacan un curso de liderazgo en la Universidad de Harvard.[cita requerida] Ha sido discípula de Itziar Pascual, José Sanchís Sinisterra y Juan Mayorga.

## Autora teatral
Ha estrenado la mayoría de sus obras, algunas de las cuales han recibido premios. Ha escrito obras en solitario y también en coautoría con Itziar Pascual y Julia Varley.  Su solo Lo que no dije y la obra Anónimas se han  presentado en México, España, India, Chile, Ecuador, Colombia y Francia.
Con Itziar Pascual escribió a cuatro manos La trilogía de Las Luciérnagas, tres obras que dan voz a personajes y visiones del mundo a partir de la mujer: "Mi niña, niña mía" (Moje Holka), estrenada en el Teatro Español de Madrid en 2019 y dirigida por Natalia Menéndez, recibió el VII Premio de Textos Teatrales Jesús Domínguez de la Diputación de Huelva en 2016.  "Vietato dare da mangiare", estrenada en el Teatro Español de Madrid en 2018, dirigida por Víctor Sánchez e interpretada por Aitana Sánchez Gijón.  "Clic, cuando todo cambia", estrenada en el Teatro Calderón de Valladolid y dirigida por Alberto Velasco, la obra obtuvo el II Premio de Literatura Dramática Calderón (2018).

## Trayectoria como actriz
Participó en tres películas (dirigidas por Daniel Cebrián y  Álvaro  Fernández Armero), diez series de televisión (como: “Yo soy Bea”, “El comisario”, “Segundo Asalto” entre otras), 21 obras de teatro en diferentes países (con directores como Julia Varley, Jill Greenhalgh, Sanchis Sinisterra, entre otros) y 9 cortometrajes (entre ellos, Inseparables, dirigido por Adel Khader en 2008).

## Trayectoria como gestora cultural y productora
Ha dirigido y coordinado festivales de teatro de proyección internacional en Colombia, Costa Rica, México y España. Su empresa, Jeito Producciones, activa entre 2008 y 2016, recibió el Premio Jóvenes Emprendedores de Bancaja en 2011.
Uno de sus objetivos como programadora y directora es hacer visible el trabajo de las mujeres creadoras como en el festival A Solas. En 2011 se integró a The Magdalena Project, una red internacional de mujeres artistas y creadoras que busca dar visibilidad al papel de la mujer en el teatro.
Ha dirigido los festivales 7 caminos teatrales en México (2010), El Festival de las Artes de San José de Costa Rica (2008-2010) y el Festival  A Solas- The Magdalena Project (2013) en los Teatros del Canal de Madrid.  Y programó el Festival Tantidhatri 2019 en Calcuta, India, dirigido por Parvathy Baul.

## Obras estrenadas destacables
- El Grito (2021)[16]
- Unicornios (2021)
- Clic. Cuando todo cambia (2018)
- Mi niña, niña mía (Moje Holka) (2019)
- La Jaula (2019)
- Rotunda (2019)
- Lo que no dije (2018)
- Las niñas juegan al fútbol (2018)
- Cera en los ojos (2017)
- Vietato dare da mangiare (2018)
- Anónimas (2014)[4][17]

## Publicaciones
- El Grito (2021) Revista Primer Acto nº360.

- Clic, cuando todo cambia (2020). Editorial ASSITEJ.
- La Jaula (2020).N.º 80, Revista Paso de Gato, México.
- Las niñas juegan al fútbol (2019) Obra de teatro corta. Traducción al francés Agnès Surbezy Ed. Presses Universitaires du Midi. Francia.
- Lo que no dije (2018) Publicación del Premio Dolores de Castro.
- Cera en los ojos (2017) Revista Acotaciones, num. 39.[18]
- Mi niña, niña mía  (Moje Holka) (2016). Revista Primer Acto n.º 351.[19] Traducida al francés por Antonia Amo y Julie Pérez, al alemán por Stefanie Gerhold y al inglés por Phyllis Zatlin.
- Tubos (2005) Editorial Fundamentos.
- ¿Contestas? (2004). AAT, Ed. Fundamentos, Revista la Siega, Revista Sibila.

## Premios y reconocimientos
- 2019.-Beneficiaria del Sistema Nacional de Creadores de Arte del FONCA. México.
- 2019.-Ganadora de la convocatoria Historias del Té de la Compañía Nacional de Teatro de México  por la obra Rotunda.
- 2018.-Mención honorífica premio Dolores de Castro, por la obra Lo que no dije. Aguascalientes, México.[20]
- 2017.- Premio Calderón de Literatura Dramática, por la obra Clic, cuando todo cambia. Valladolid, España.
- 2016.-Premio de Textos Teatrales Jesús Domínguez, por la obra Mi niña, niña mía (Moje Holka). Huelva, España.
- 2015.-Finalista del Premio Fernando Lara de Novela de la Editorial Planeta, con la novela Salta. Sevilla, España.[21]
- 2009.-Premios al  cortometraje Inseparables: Premio Mejor Cortometraje. Censur de Corto (España), Mención en el premio Internacional de Cinecortos de Mercedes, Buenos Aires (Argentina), Mejor Recorto. Certamen de Cortometraje Visualia 2011(España)[22]
- 2003.-Premio Caja Madrid de Teatro Exprés, por la obra ¿Contestas? Madrid, España.

## Enlaces relacionados
- Página Web de la Autora
- Contexto Teatral
- The Magdalena Project

- Wikimedia Commons alberga una categoría multimedia sobre Amaranta Osorio.